# Robin Korving
Robin Korving (Heerhugowaard, 29 juli 1974) is een voormalige Nederlandse atleet, die zich had toegelegd op de 110 m horden. Hij is op dit nummer de huidige Nederlandse recordhouder en verbeterde dit record gedurende zijn carrière in totaal tien maal.

## Loopbaan
Korving was van 1992 tot en met 2000 de beste hordeloper van Nederland. Acht keer op rij werd hij nationaal kampioen op de 110 m horden. Daarnaast behaalde hij gedurende zijn atletiekloopbaan nog vele nationale indoor- en juniortitels. Hij nam deel aan EK's, WK's, universiades, een Wereldcup en een Grand Prix Finale.
Korving werd in 1993 Europees jeugdkampioen op de 110 m horden in 13,85 s (San Sebastian, Spanje), en nam daarmee het Nederlands record over van Ruud van Maurik. Uiteindelijk bracht hij dit record in 1999 tot 13,15 in (Lausanne). Hij had bovendien vanaf 1999 het Nederlands record op de 60 m horden indoor in handen (7,60, eveneens in 1999 gelopen in Madrid). Op 1 februari 2009 werd hem dit laatste record ontnomen door Gregory Sedoc, die op die dag in Leipzig tot 7,56 kwam. In 2000 liep Korving overigens 7,51 (Stuttgart), maar de race werd ongeldig verklaard vanwege een overduidelijk valse start van concurrent Falk Balzer.
In 1998 was Korving de enige Nederlandse atleet die een (bronzen) medaille won tijdens de Europese kampioenschappen in Boedapest. Veel werd van hem verwacht op de Olympische Spelen van 2000 in Sydney, maar tijdens de warming-up scheurde hij zijn kniepees af, minder dan tien minuten voor de start. Aanvankelijk herstelde hij zeer snel en werd nog tweede op de NK in 2001, maar nieuwe blessures zorgden er uiteindelijk voor dat hij nooit meer op niveau kwam.
Tegenwoordig geeft Robin Korving training en hordenclinics. Hij is woonachtig in Alkmaar.

## Kampioenschappen

### Internationale kampioenschappen
| Onderdeel    | Titel                  | Jaar |
| ------------ | ---------------------- | ---- |
| 110 m horden | Europees jeugdkampioen | 1993 |

### Nederlandse kampioenschappen
outdoor
| Onderdeel    | Jaar                                           |
| ------------ | ---------------------------------------------- |
| 110 m horden | 1993, 1994, 1995, 1996, 1997, 1998, 1999, 2000 |

Indoor
| Onderdeel   | Jaar                         |
| ----------- | ---------------------------- |
| 60 m horden | 1993, 1994, 1998, 1999, 2000 |

## Records

### Persoonlijke records
Outdoor
| Onderdeel    | Prestatie    | Datum             | Plaats    |
| ------------ | ------------ | ----------------- | --------- |
| 110 m horden | 13,15 s (NR) | 2 juli 1999       | Lausanne  |
| 200 m        | 21,78 s      | 2 juli 1995       | Amsterdam |
| 400 m        | 47,79 s      | 14 september 1997 | Hilversum |

Indoor
| Onderdeel    | Prestatie      | Datum            | Plaats    |
| ------------ | -------------- | ---------------- | --------- |
| 60 m         | 6,77 s         | 7 februari 2000  | Tampere   |
| 50 m horden  | 6,78 s         | 24 januari 2004  | Zuidbroek |
| 60 m horden  | 7,60 s (ex-NR) | 16 februari 1999 | Madrid    |
| 110 m horden | 13.36 s (ER)   | 7 februari 2000  | Tampere   |

### Nederlandse records
| Onderdeel    | Prestatie | Datum        | Plaats        |
| ------------ | --------- | ------------ | ------------- |
| 110 m horden | 13,85 s   | 31 juli 1993 | San Sebastian |
|              | 13,83 s   | 21 juli 1994 | Aartselaar    |
|              | 13,78 s   | 10 mei 1996  | Stanford      |
|              | 13,58 s   | 29 juni 1996 | Oordegem      |
|              | 13,57 s   | 14 juni 1997 | Leiden        |
|              | 13,34 s   | 28 juni 1997 | Oordegem      |
|              | 13,20 s   | 20 mei 1998  | Chemnitz      |
|              | 13,19 s   | 10 juni 1999 | Helsinki      |
|              | 13,18 s   | 16 juni 1999 | Athene        |
|              | 13,15 s   | 2 juli 1999  | Lausanne      |

## Palmares

### 60 m horden
- 1993:  NK indoor - 8,00 s
- 1994:  NK indoor - 7,94 s
- 1995: 5e NK indoor - 8,10 s
- 1997: DNS NK indoor (in serie 7,98 s)
- 1998:  NK indoor - 7,73 s
- 1999:  NK indoor - 7,69 s
- 2000:  NK indoor - 7,67 s

### 110 m horden
Kampioenschappen
- 1992:  NK - 14,26 s
- 1992: 4e WJK - 14,11 s
- 1993:  NK - 13,99 s
- 1993:  EJK - 13,85 s
- 1994:  NK - 14,01 s
- 1995:  NK - 13,83 s
- 1996:  NK - 13,77 s
- 1997:  NK - 13,49 s
- 1998:  NK - 13,59 s (-1,7 m/s)
- 1998:  EK - 13,20 s
- 1998: 4e Worldcup
- 1999:  NK - 13,58 s (-1,9 m/s)
- 2000:  NK - 13,44 s (+1,7 m/s)
- 2000: DNS OS
- 2001:  NK - 13,83 s (+0,2 m/s)

Golden League-podiumplekken
- 1999:  Meeting Gaz de France – 13,33 s
- 1999:  Memorial Van Damme – 13,32 s
- 2000:  Golden Gala – 13,42 s

## Onderscheidingen
- KNAU-jeugdatleet van het jaar (Albert Spree-Beker) - 1993
- KNAU-atleet van het jaar - 1998